# Erik Leijonborg
Anders Erik Ingemar Leijonborg, född 1 januari 1969 i Solna, är en svensk regissör. Han är son till filmproducenten Ingemar Leijonborg.
Leijonborg regidebuterade 1994 med kortfilmen Spår av kärlek. Han har därefter regisserat flera TV-serier och filmer, däribland Skilda världar (1996), Tusenbröder (2002), Håkan Bråkan & Josef (2004), Van Veeteren-filmerna Borkmanns punkt (2005) och Moreno och tystnaden (2006), TV-serien och filmerna om Maria Wern (2008-2012) och IRL (2013).

## Filmografi
- 1994 – Spår av kärlek (även manus)
- 1996 – Skilda världar (TV-serie)
- 1996 – Vänner och fiender (TV-serie)
- 1997 – OP7 (TV-serie)
- 2000 – Brottsvåg (TV-serie)
- 2002 – Tusenbröder (TV-serie)
- 2003 – Talismanen (TV-serie)
- 2004 – Håkan Bråkan & Josef
- 2005 – Van Veeteren – Borkmanns punkt
- 2006 – Van Veeteren – Moreno och tystnaden
- 2006 – Tusenbröder – Återkomsten
- 2007 – Labyrint (TV-serie)
- 2008 – Om ett hjärta (TV-serie)
- 2010 – Maria Wern - Främmande fågel (TV-serie)
- 2008 – Selma (TV-serie)
- 2009 – Livet i Fagervik (TV-serie)
- 2010 – Maria Wern - Alla de stillsamma döda (TV-serie)
- 2010 – Maria Wern - Stum sitter guden (TV-serie)
- 2011 – Maria Wern - Drömmar ur snö
- 2011 – Maria Wern - Må döden sova
- 2012 – Maria Wern - Inte ens det förflutna
- 2013 – IRL
- 2014 – Tjockare än vatten (TV-serie)
- 2023 – Ondskan (TV-serie)